# Tillandsia lotteae
Tillandsia lotteae là một loài thuộc chi Tillandsia. Đây là loài đặc hữu của Bolivia.

## Hình ảnh

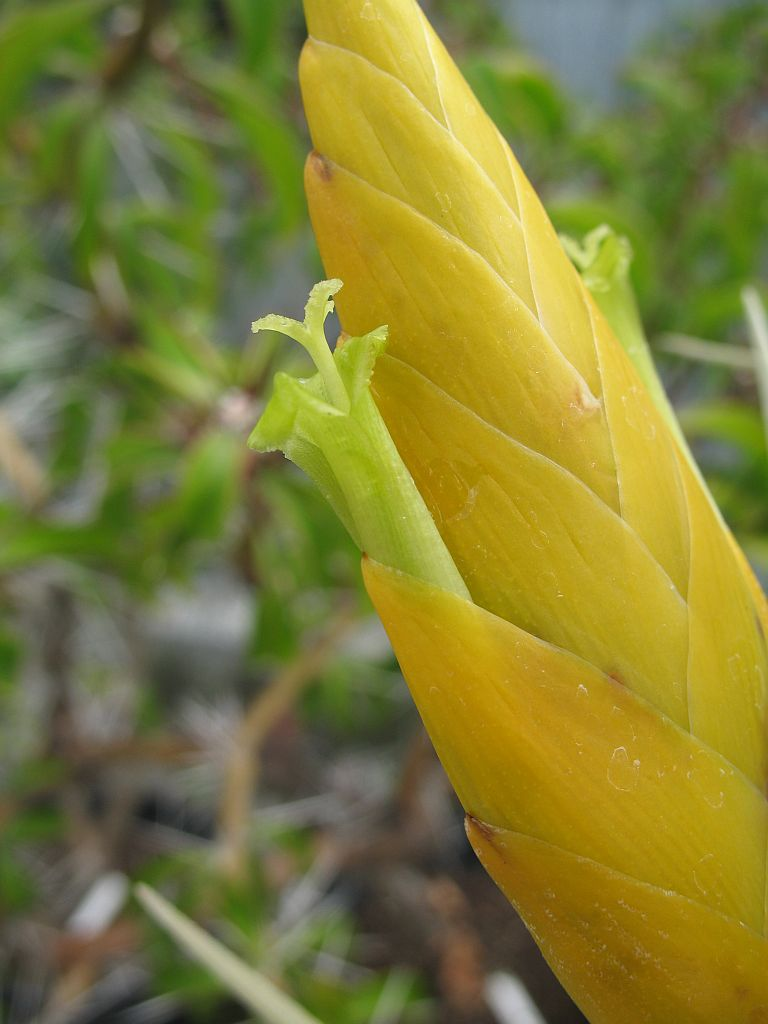
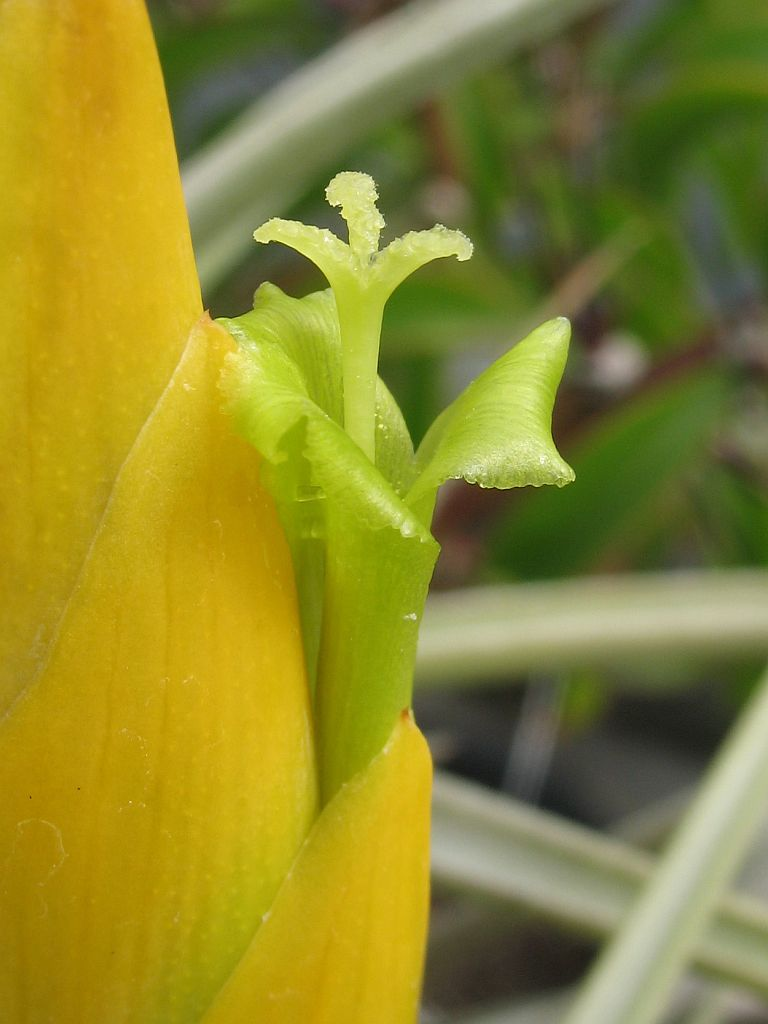
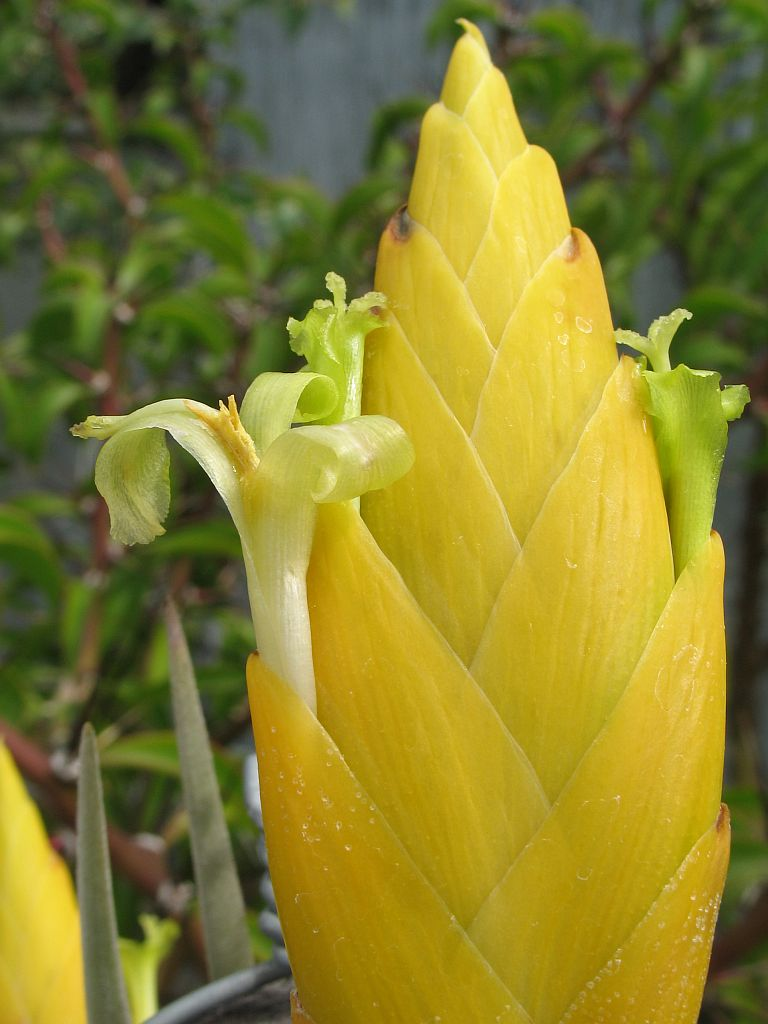
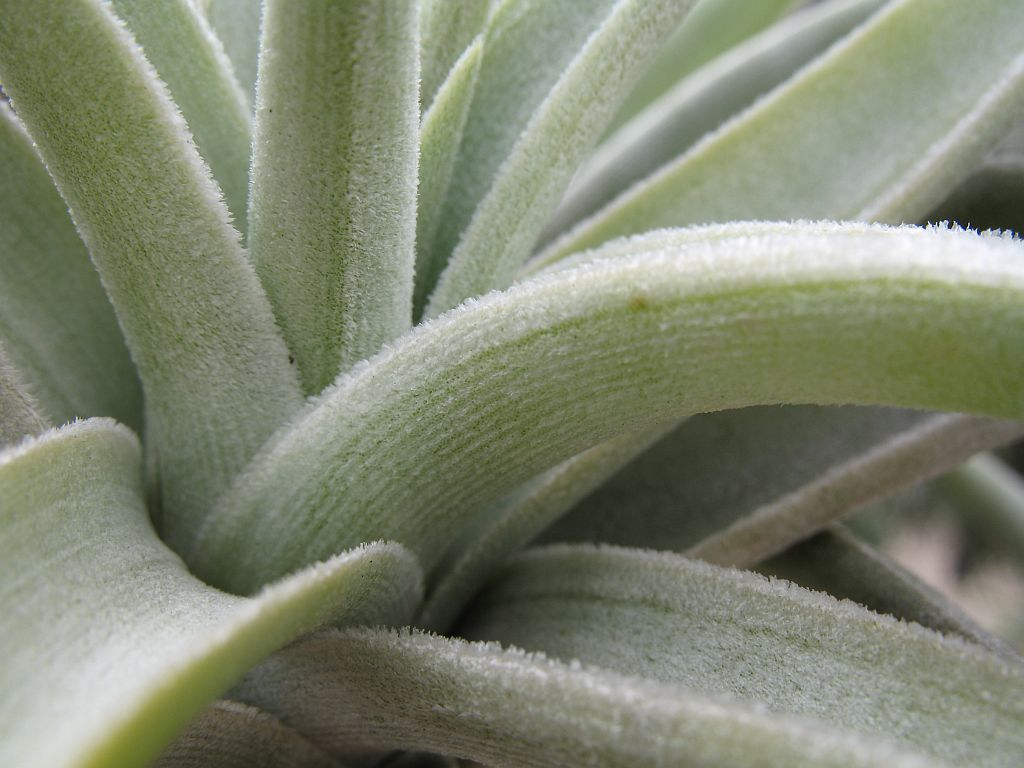